# Zion Narrows

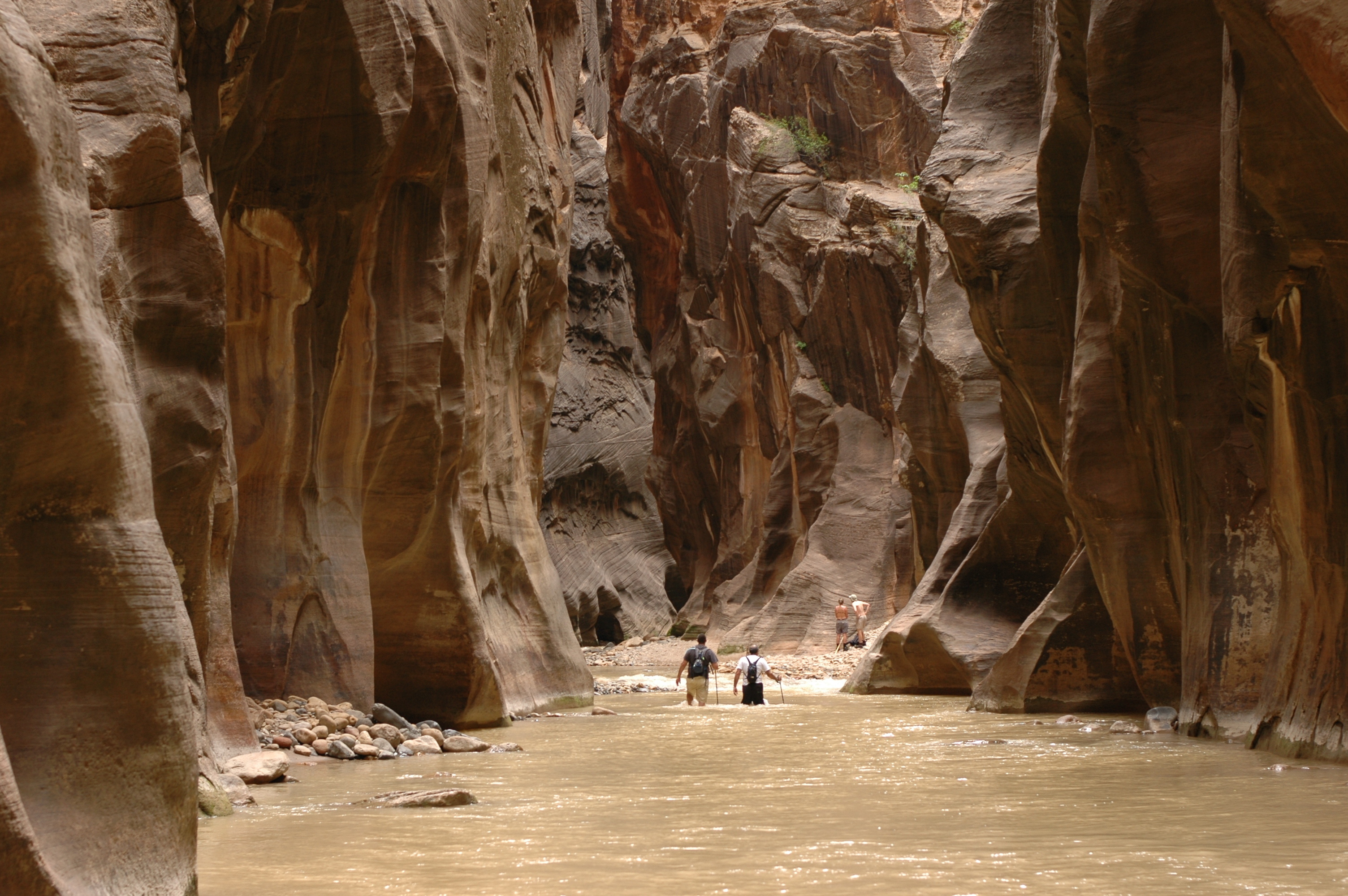
Turyści w Virgin River Narrows

Zion Narrows (także Virgin River Narrows, a często potocznie po prostu The Narrows) to kanion utworzony przez rzekę Virgin (właściwie jej ramię źródłowe – North Fork Virgin) na terenie Parku Narodowego Zion. Kanion ma ponad 25 kilometrów długości, miejscami ponad 600 metrów głębokości i w najwęższych miejscach szerokość około 6 metrów. Angielska nazwa kanionu pochodzi od przymiotnika narrow, który oznacza wąski.
The Narrows jest jednym z najbardziej popularnych celów turystycznych w Parku Narodowym Zion. Z przystanku Temple of Sinawava w jego głąb prowadzi utwardzony szlak turystyczny o nazwie Riverside Walk. Szlak kończy się po około 1,6 km. Dalej szlak nie jest wytyczony w ścisłym tego słowa znaczeniu, lecz prowadzi po prostu wzdłuż lub po prostu w korycie rzeki. Ze względu na niewielką szerokość kanionu, jego całkowite przejście na około 60% długości wymaga brodzenia w wodzie.
Wycieczka w głąb kanionu wymaga dobrego przygotowania. Ze względu na niewielką szerokość kanionu często mają w nim miejsce powodzie błyskawiczne. Turystom grozi również hipotermia, szczególnie w okresie od listopada do maja, gdy woda w rzece jest zimna. Optymalne warunki do zwiedzenia kanionu istnieją, gdy przepływ rzeki nie przekracza 2 m³/s, a gdy przekracza on 3,4 m³/s kanion jest zamknięty dla turystów.